# U-Bahnhof Berestejska
Der U-Bahnhof Berestejska (ukrainisch Берестейська (станція метро) Berestejska (stanzija metro) ⓘ, russisch Берестейская (станция метро)) ist ein U-Bahnhof der Metro Kiew in der ukrainischen Hauptstadt Kiew.

## Geschichte
Der Bau des U-Bahnhofes war Teil des 5. Bauabschnittes des Baus der Kiewer Metro, zusammen mit den Bahnhöfen "Nywky" und "Swjatoschino". Bei allen drei Stationen handelt es sich um Typbauten, die die damaligen stilistischen Vorstellungen der sowjetischen Architektur widerspiegeln. Diese Epoche war durch den "Kampf gegen architektonische Exzesse" gekennzeichnet. Dies führte zu einer bewusst schlichten, glattflächigen Ausführung der Bauten, zur Reduzierung auf wenige, einfache geometrische Formen und den Verzicht auf Ornamente.
Ursprünglich erhielt die Station den Namen „Oktjabrskaja“ (russisch Октябрьская) zu Ehren der Oktoberrevolution. Auch der Rajon, in dem sich der Bahnhof befindet, trug damals den Namen „Oktjabrskyj“ (russisch Октябрьский"). Seit der administrativen Umgliederung der Stadt Kiew befindet sich der Bahnhof in dem nach dem ukrainischen Nationaldichter Taras Schewtschenko benannten Rajon. Wie alle Straßen, Plätze und Bahnhöfe Kiews wurde die Station offiziell auch mit dem ukrainischen Namen bezeichnet: „Schowtnewa“ (ukrainisch Жовтне́ва). Auch in russischsprachigen Publikationen wie Streckenplänen u. ä. wurde spätestens ab 1980 die russifizierte ukrainische Variante des Namens verwendet und die Station als „Schowtnewaja“ bezeichnet. Ihren jetzigen Namen erhielt die Station 1993, namensgebend war dabei die Stadt Brest. Der Siegesprospekt, an dem sich der oberirdische Zugang zum Bahnhof befindet, führt in Richtung Brest und trug bis zu seiner Umbenennung 1985 auch den Namen „Brest-Litowsker Prospekt“.
Der Bau des fünften Bauabschnittes begann 1965. Mit ihm sollten die westlichen Stadtbezirke Kiews erschlossen und die vorhandenen Straßenbahnlinien zumindest teilweise abgelöst werden. Geplant war zunächst der Bau von vier Bahnhöfen; „Oktjabrskaja“ (jetzt „Berestejska“), „Schtscherbakowskaja“ (an der Ecke der Schtscherbakowskaja-Straße), „Sawodskaja“ (in der Nähe des Werks „Roter Bagger“ und des Bahnhofs „Swjatoschino“) und „Swjatoschino“ (im Bereich des heutigen U-Bahnhofes „Schitomirskaja“). Später wurden die Planungen angepasst und der vierte Bahnhof gestrichen. Errichtet wurden alle drei Bahnhöfe in offenen Baugruben. Die für 1970 geplante Eröffnung dieses Streckenabschnittes musste um ein Jahr verschoben werden.

## Architektur
Der Bahnhof liegt in geringer Tiefe, was zu einigen Besonderheiten bei der Konstruktion und zu nicht unerheblichen Problemen bei Bau und Nutzung führte. Aufgrund der geringen Tiefe wurde auf die sonst übliche Rolltreppenanlage verzichtet, stattdessen sind nur zwei aufwärtsführende Rolltreppen vorhanden, der Zugang von der oberirdischen Halle zum Bahnsteig erfolgt über eine normale Treppe. Da sich der benachbarte U-Bahnhof Schuljawskaja in einer Tiefe von 84 bis 90 m befindet, musste der Abschnitt zwischen den Bahnhöfen mit der maximal zulässigen Steigung von 42 ‰ gebaut werden. Der Höhenunterschied zwischen den beiden Bahnhöfen beträgt ca. 80 m. Der Bahnhof selbst liegt in wasserführenden Bodenschichten, so dass verschiedene Maßnahmen zur Wasserabsenkung und Bodenverfestigung zur Anwendung kamen. Beim Bau wurde das biologische Gleichgewicht des Bodens zerstört und Bakterien aktiviert, die Schwefelsäure freisetzten, welche die Verschraubungen der gusseisernen Tunnelröhren angriff. Diese mussten daher verstärkt werden.
Der unterirdische Teil des Bahnhofs ist eine Konstruktion aus drei Tunnelröhren, wobei die mittlere Röhre den 100 m langen und 10,0 m breiten Mittelbahnsteig aufnimmt, während in den beiden seitlichen Röhren die Gleise der Metro verlaufen. Zur Anwendung kam hier ein Typbau aus Stahlbeton, der auch in den Bahnhöfen "Niwki" und "Swjatoschino" verwendet wurde. Die Säulen, die die Mittelhalle von den Seitenteilen trennen, haben einen quadratischen Grundriss. Da die Be- und Entlüftung der Station über die abgehängte Decke der Mittelhalle verläuft, müssen die Säulen nicht mehr die Belüftungskanäle aufnehmen und sind daher deutlich zierlicher gebaut als in den älteren Stationen der Kiewer Metro.
Akzente in der sehr schlichten Gestaltung der Station werden durch die Verwendung glasierter Keramikfliesen an den Seitenwänden und die Verkleidung der Pfeiler und Kabelkanäle mit rostfreiem Edelstahl erreicht. An der dem Zugang gegenüberliegenden Stirnwand der Mittelhalle war ein Basrelief angebracht, das den Kopf Lenins zeigte. Die Wand selbst besteht aus rot geädertem Marmor. Neben dem Relief war – nur in ukrainischer Sprache – ein Zitat Lenins mit seiner faksimilierten Unterschrift angebracht.

«Жовтнева Революція відкрила нову епоху всесвітньої історії»

„Die Oktoberrevolution eröffnete eine neue Ära in der Weltgeschichte“

Relief und Zitat werden seit den 1990er Jahren durch eine Reklametafel verdeckt. Ansonsten verzichtete man bei der Ausgestaltung der Station auf Ornamente, lediglich die Kabelkanäle waren mit Hammer und Sichel in Anlehnung an das Staatswappen der UdSSR versehen. Diese Ornamente wurden 2015 entfernt.
Architekten des Bahnhofes waren Boris Iwanowitsch Prijmak, Igor Leonidowitsch Maslenkow, Woldemar Stanislawowitsch Bogdanowskij und Tamara Alexejewna Zelikowskaja. Für die künstlerische Ausgestaltung der Station war Boleslaw Michailowitsch Karlowski verantwortlich. 1973 wurden die Architekten und Autoren des Projektes mit dem Staatspreis der Ukrainischen Sozialistischen Sowjetrepublik ausgezeichnet.

## Lage und Zugang
Die Station befindet sich in unmittelbarer Nähe der Kreuzung des Siegesprospektes mit der Dehtjariwska wulyzja. Der Eingang befindet sich in einer unterirdischen Passage.

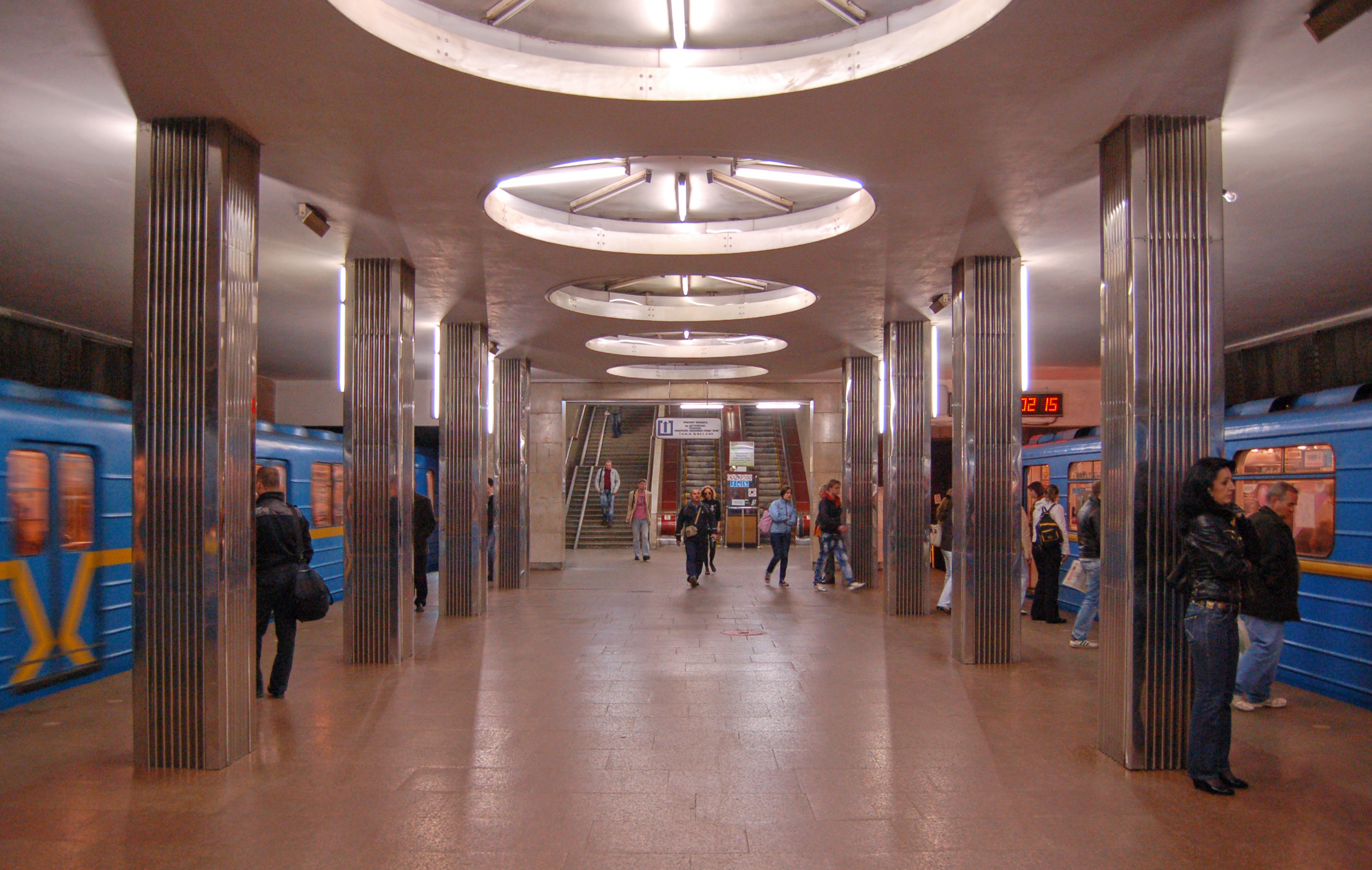
Mittelhalle mit Rolltreppen als Aufgang in der Mitte und rechts und Niedergang links
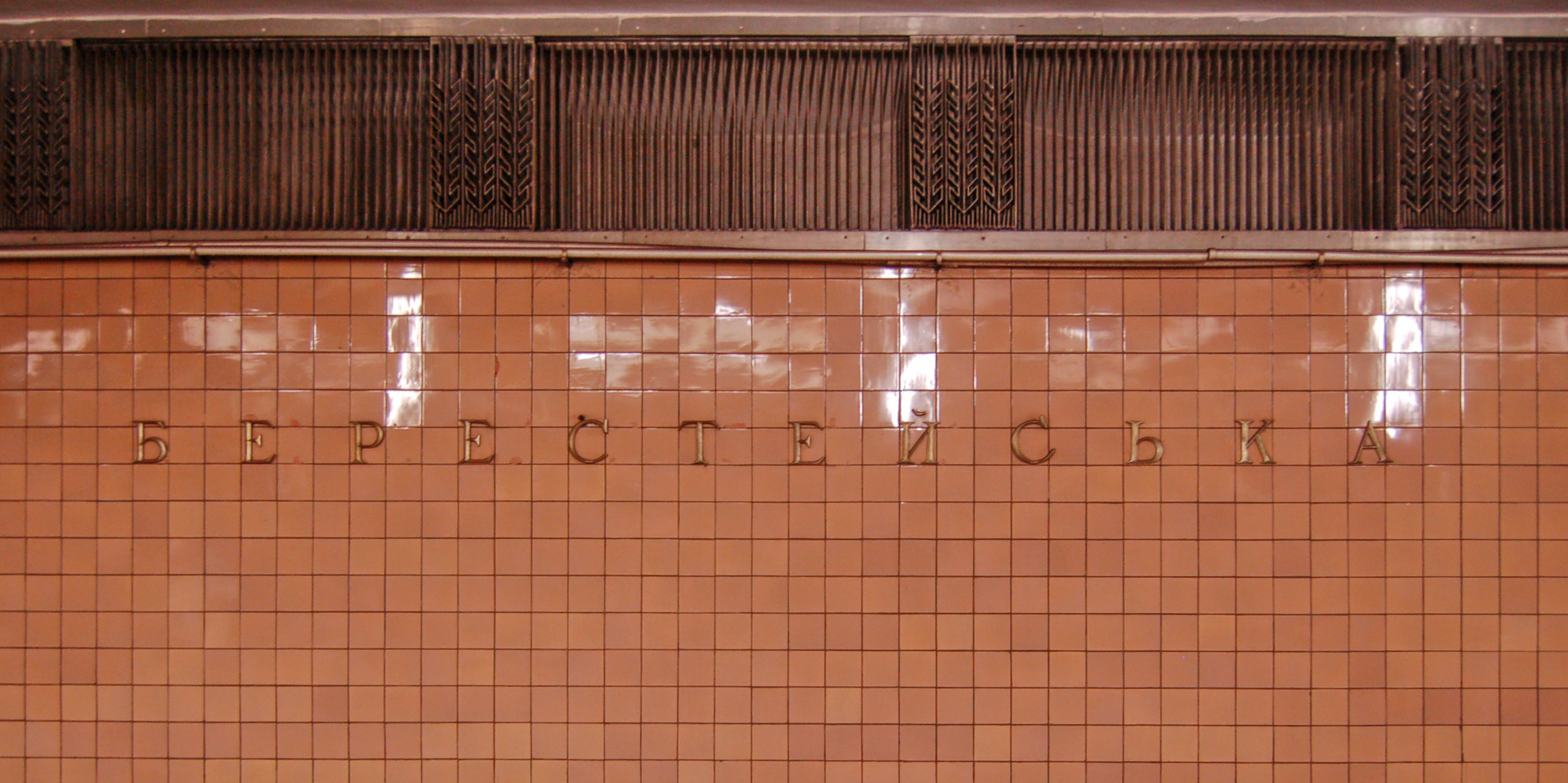
Stationsname
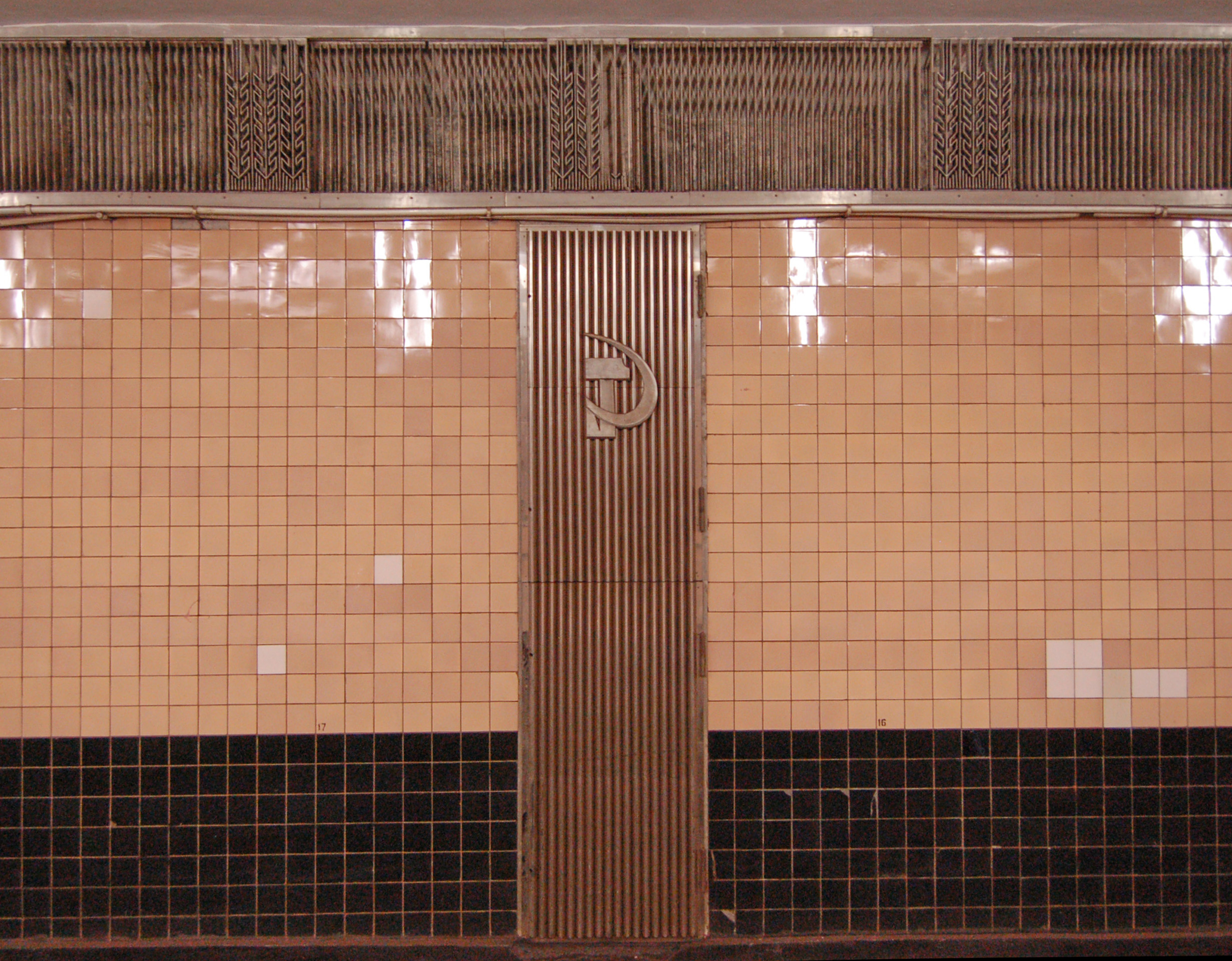
Verkleidung der Kabelkanäle mit mittlerweile entfernten Hämmern und Sicheln.